# Escut antic de Guàrdia de Tremp

Escut de l'antic municipi de Guàrdia de Tremp.

Antic escut municipal de Guàrdia de Tremp, nom que tenia aleshores l'actual Guàrdia de Noguera, al Pallars Jussà, que es va deixar d'utilitzar el 1972 en integrar-se aquell municipi en el nou de Castell de Mur. Aquest nou municipi adoptà fins al 2001 l'escut antic de Mur.

## Descripció heràldica
De sinople, una muntanya cimejada d'un castell, tot d'or, carregada d'una creu patent de sable.